# John Ballance

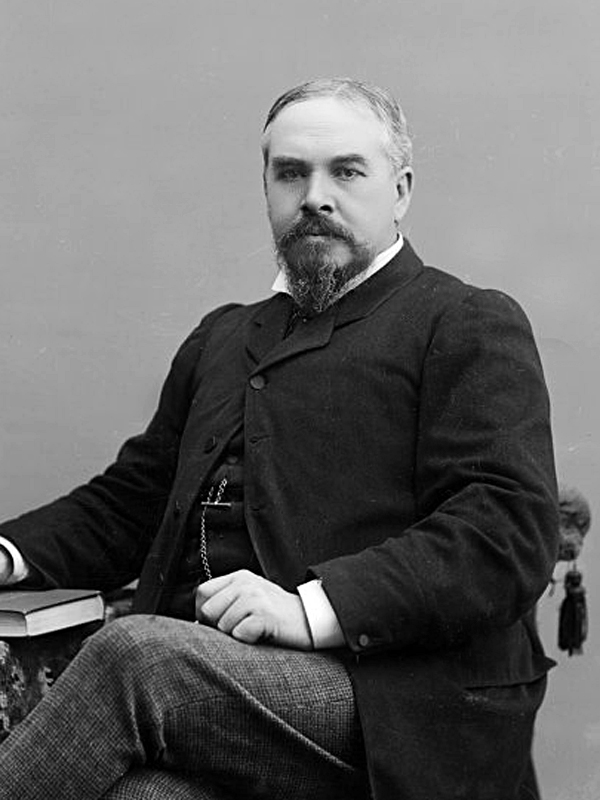
John Ballance.

John Ballance, född 27 mars 1839 och död 27 april 1893, var en nyzeeländsk statsman, Nya Zeelands premiärminister 1891–1893.
Ballence föddes i Ulster på Irland men utvandrade tidigt till Nya Zeeland, där han bland annat grundade tidningen Vanganui Herald, som han utgav till sin död. I de ständiga striderna med maorierna tog han aktiv del. År 1875 invaldes Ballance i Nya Zeelands parlament, som han sedan tillhörde fram till sin död med ett avbrott 1881–1884. Han var inrikesminister 1884-87 och premiärminister 1891–1893.